# Avvenire
Avvenire (cuya traducción significa Porvenir) es un periódico italiano vinculado a la Iglesia católica que tiene su sede en Milán. 

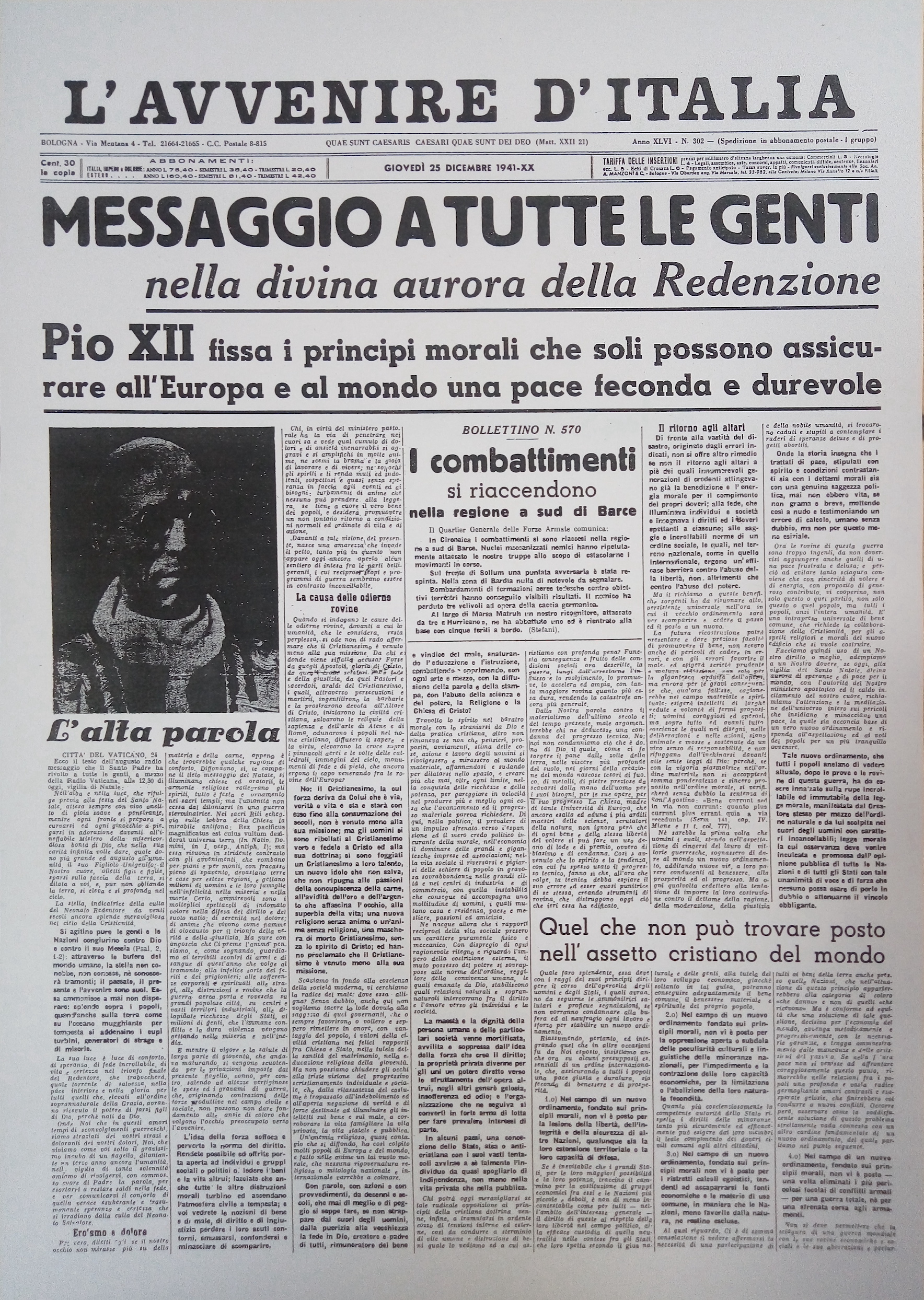
25 de diciembre de 1941

## Historia
Avvenire se fundó en 1968 en Milán mediante la fusión de dos revistas católicas: L'Avvenire d'Italia (en español: El Futuro de Italia) de Bolonia y l'Italia de Milán. El periódico tiene su sede en Milán y se considera progresista. El Papa Pablo VI apoyó firmemente el diario y quería un medio cultural común para los católicos italianos. A lo largo de su historia, Avvenire ha mantenido esta característica, a pesar de las presiones para adaptarse a las necesidades de una sociedad en evolución. Por ejemplo, a mediados de la década de 1990, bajo la dirección de Dino Boffo, aumentó su cobertura de la sociedad civil y extendió las partes del periódico dedicadas al debate cultural. 
También se lanzaron nuevas iniciativas. En febrero de 1996, se publicó un inserto quincenal bajo el nombre de "Popotus" dedicado exclusivamente a los jóvenes, para quienes también se incluyeron otros tres insertos: "Luoghi dell'Infinito", "Noi Genitori e Figli", "Sin fines de lucro". En 1998, comenzó a publicarse una edición en Internet . 
El periódico pertenece a la Conferencia Episcopal Italiana. Según el periodista Sandro Magister, sigue la línea doctrinal del cardenal Camillo Ruini.
En 1997 la circulación de Avvenire fue de 94.700 copias. El 7 de marzo de 2002, Avvenire experimentó un cambio importante con el formato y el contenido. Desde entonces, se han incluido una serie de nuevos insertos: "è lavoro" (sobre trabajo y empleo), "è vita" (sobre bioética ) y "Agorà domenica" (sobre cultura). Estas innovaciones han llevado a un aumento constante en su circulación, significativo dado el descenso general en las ventas de otros periódicos italianos. Fueron 97,934 copias en 2004. El número promedio de copias vendidas cada día en febrero de 2005 fue de 103,000. A partir de 2009, Dino Boffo fue el editor del periódico. En 2008, el periódico tenía una circulación de 105.812 copias. La circulación llegó a las 106.306 copias en 2009 y 106.928 copias en 2010. En 2012 vendió 45.160.996 copias.